# 英国一家、日本を食べる
『英国一家、日本を食べる』（えいこくいっか、にほん<にっぽん>をたべる、原題：Sushi & Beyond: What the Japanese Know About Cooking）は、イギリスのフードライター、マイケル・ブースによる、2009年刊行のノンフィクション、随筆である。フードライターズ・ギルドのケイト・ホワイトマン賞(Kate Whiteman Award)を受賞した。日本では、1冊の原著が『英国一家、日本を食べる』と『英国一家、ますます日本を食べる』とに分割して刊行された。

## 概要
イギリス出身の旅行・料理ジャーナリストであるブースが、彼の家族とともに2007年 に延べ100日間にわたって食文化に関するあらゆる場所を訪れ、イギリス人の視点で日本の食文化を世界に紹介した紀行随筆である。訪れた場所は日本全国の食べ歩きスポットはもとより、服部栄養専門学校や辻調理師専門学校、更には関西テレビ『SMAP×SMAP』の料理コーナー「BISTRO SMAP」の生放送が行われたスタジオの訪問など多岐にわたる。

## 登場人物
マイケル・ブース
この作品の筆者で大の日本食好き。一家で来日し、100日間に及ぶ日本の食文化を堪能する。
リスン・ブース
マイケルの妻。
アスガー・ブース
夫妻の長男。来日当時6歳。偏食気味。
エミル・ブース
夫妻の次男。来日当時4歳。吐く癖がある。
トシ / カツトシ コンドウ
マイケルに日本料理の本を紹介した。パリでシェフをしている日本人で、韓国人とのハーフである。

## 書籍
- 『英国一家、日本を食べる』（亜紀書房、2013年4月8日、ISBN 978-4-7505-1304-1）
- 『英国一家、ますます日本を食べる』（亜紀書房、2014年5月16日、ISBN 978-4-7505-1408-6）
  - いずれも寺西のぶ子訳。
- 『英国一家、フランスを食べる』（飛鳥新社、2015年5月30日、ISBN 978-4-86410-406-7）
  - 『日本を食べる』の前日譚。
- 『英国一家、日本を食べる 上』（KADOKAWA〈角川文庫〉、2018年2月24日、ISBN 978-4-04-103888-8）
- 『英国一家、日本を食べる 下』（KADOKAWA〈角川文庫〉、2018年2月24日、ISBN 978-4-04-103889-5）
- 『英国一家、日本をおかわり』（KADOKAWA、2018年3月29日、ISBN 978-4-04-103890-1）

漫画版
- 『コミック版 英国一家、日本を食べる・EAST』（亜紀書房、2015年6月26日、ISBN 978-4-7505-1447-5）
- 『コミック版 英国一家、日本を食べる・WEST』（同上、ISBN 978-4-7505-1448-2）
  - いずれも落合マハル画

※アニメ化されたのに併せて刊行されたもので、東日本と西日本に分けて出版された。

## テレビアニメ
2015年4月よりNHK総合テレビにて放送。国際放送（協会国際衛星放送）のNHKワールドTVでも放送する。英題：Sushi and Beyond。
番組の構成は、前半15分が原作を基にしたアニメーション、残り5分はその回で取り上げた食材・メニューを提供する店や、その日のエピソードの舞台となった場所を取材した実写コーナーとなっている。初年度から字幕放送および2か国語放送（ステレオ2副音声は英語版）実施。字幕の色分けはマイケルの声が黄色、アスガーの声が青、トシの声が緑、それ以外の出演者の声が白で表示される。
アニメーション本編には、監督･ラレコの過去作(やわらか戦車など)からの素材の使い回しや、キャラクターのカメオ出演が存在する。

### キャスト
マイケル・ブース
声 - 竹本英史 / 副音声 - フィネガン・モリス
アニメ版は、時々、食に対して、味わいや欲求に度が過ぎると変態百出になる。
リスン
声 - 満仲由紀子 / 副音声 - エミリー・オミアーラ
マイケルの妻。『英国一家、フランスを食べる』の記述で、現実世界での彼女の国籍は、著者であるイギリス人の夫を含めて基本的に家族と共にデンマーク在住で、地元のデンマーク人の白人の女性である。アニメでは夫と息子たちと同行して来日した同時からオレンジ色の髪をした白人の女性であるも、イギリス国籍もちのイギリス人なのかは不詳。
アスガー
声 - 広橋涼 / 副音声 - トム・フォックス=デイビス
アニメでは眼鏡をかけており、父親の食事中心の発想による行動に、家族で真っ先に不満の声を上げる。
エミル
声 - 満仲由紀子 / 副音声 - エミリー・オミアーラ
アニメでは防音用イヤーマフを付けている事が多く、普段は感情を殆んど表に出さずおとなしいが、我慢の限界を越えた途端に暴れだす事がある。現実世界にいる当時のエミルとは違い、幼年ながら身体能力が激しく、15話の「KISEKI」にて、家族で京都の紅葉狩りを堪能中に、紅葉の木にぶら下がりながら遊び、両親らを心配させ木から落ちた瞬間に急いで駆け付けたが、体操選手の如く無傷で無事に着陸して披露したエピソードもある。
トシ
声 - 滝藤賢一 / 副音声 - トッド・カーナー
テレビアニメでは23話までビジュアルが登場しなかった謎の人物である。実写コーナーは、彼がその回のエピソードや題材に関する場所を回る、という体になっており、ナレーションも担当している。
ナビ
声 - 徳山靖彦 / 副音声 - ジミー・キーガン

#### ゲスト
おばあちゃん
声 - 田中栄理奈
第1話登場。白い顔をした思い出横丁の焼きそば屋のおばちゃん。
ゴスロリ
声 - 田中栄理奈
第2話登場。一家の道案内をした、歩くと地響きを起こす体格のいい女性。執筆では謎の老人に案内されたことにした。
鬼塚
声 - 荒井聡太 / 副音声 - ラスティ・ライト
第3話で初登場。日本料理界の大物。料理学校やフランスレストランの経営も行っている。
ヒロシ
声 - CR岡本物語
第3話登場。料理選手権に出場したリーゼントの若手料理人。
親方
声 - 半田裕典
第4話登場。相撲部屋の親方。モデルは尾上圭志。
多林山
声 - 小杉史哉
第4話登場。エストニア出身の力士。モデルは把瑠都凱斗。
ジャン
声 - 半田裕典 / 副音声 - ニコラス・マクロード
第5話で初登場。マイケルの知り合いのシェフ。鬼塚の勧めでフレンチレストラン立ち上げのため日本の来る。日本料理に偏見を持っている。
綱取（つなとり）
声 - 荒井聡太
第6話登場。八重津水産加工場の広報担当。
アキラ
声 - 半田裕典
第7話で初登場。築地市場を案内した寿司屋店主。かなりせっかち。
塚田（つかだ）
声 - 半田裕典
第8話登場。わさび農家。販売所では夫婦でゆるキャラに入っている。
女将
声 - 陰山真寿美
第8話登場。本格的なわさび料理を出している旅館の女将。
篠田（しのだ）
声 - 陰山真寿美
第10話登場。一般住宅で日本のマナー教室をしている講師。箸の使い方を教える。
風間（かざま）
声 - 半田裕典
第12話登場。いかつい顔の昆布養殖場を取り仕切っている男性。マイケルの解説にはタジタジになった。
ラーメンキング
声 - 松本大督
第13話登場。ラーメン好きが高じてラーメン評論を生業とするダンディな男。日本中をバイクで駆け回り年に1000杯以上は食べている。マイケルも彼に旅に誘われた際にその話に乗る誘惑に駆られた。
撫子
声 - 陰山真寿美
第14話登場。京都でアスガーが一目惚れした豆腐屋の女将。豆腐職人（声 - 半田裕典）と恋仲であった事に気づきアスガーは失恋する。
料理長
声 - 川上晃二
第15話登場。懐石料理の料理長。日本料理は手を加え過ぎないようにする引き算であり、懐石料理は季節を捕まえることだと教える。
権藤
第16話登場。権藤酒造の店主。一見気難しそうだが、日本酒の未来に危機感を感じている。泣き上戸。
梅
声 - 疋田由香里
第18話登場。大阪で一家にタコ焼きをごちそうしたおばちゃん。おせっかいで面倒見がいい。「うひゃびゃびゃ」が口癖。実は1年前に他界していた。
ジョニー・ダニエルズ
声 - 山田真一
第19話登場。関西味噌製造所の8代目社長。イギリス人だが日本人女性さなえ（声 - 疋田由香里）と結婚し、老舗の味噌蔵を継ぐ。発酵マニア。かなりの飲兵衛。
牧場主
声 - 西川宏美
第20話登場。松阪牛を世話する肥育場牧場主のおばさん。
幸田 菊之進（こうだ きくのしん）
声 - 山田真一
第21話登場。醤油蔵の当主。侍の末裔だがオカマ口調で話す。
サト
声 - 朝香雅恵
第22話登場。沖縄の長寿の村の老女。98歳だが自分で運転もする。

### スタッフ
- 原作 - マイケル・ブース『英国一家、日本を食べる』（寺西のぶ子 訳）
- アニメーション監督・キャラクターデザイン・脚本 - ラレコ
- 脚本 - 吹原幸太、高津晴天
- アニメーター - kaolip、ポエ山、徳丸尚子、ほんだちさと、たまおきちなつ、泉川直樹
- アニメーション演出・アニメーター - ポエ山、春日森春木、日野トミー
- 美術 - 白佐木和馬
- プロップデザイン - 加藤オズワルド
- 劇中イラスト - 小林ミキ
- 仕上げ - 保坂理恵　OKN
- アニメーションプロデューサー - 高山晃
- アニメーション制作担当 - 望月泰江
- ディレクター - 佐藤康洋、東達哉、鈴木喜久
- 撮影 - 岸正浩、鈴木正実
- 音声 - 登上俊、遠藤悟
- ナレーター（ナビ） - 徳山靖彦
- 音響監督 - 千田耕平
- 音響効果 - 滝野ますみ
- 音楽 - 羽深由理、出羽良彰
- 録音調整 - 松井謙典
- 料理監修 - 藤井美夫
- 制作統括 - 柏木敦子、八木雪子、土橋圭介
- アニメーション制作 - ファンワークス
- 制作協力 - ジーズ・コーポレーション
- 制作 - NHKエンタープライズ
- 製作・著作 - NHK

### 挿入歌
実写コーナーの枠で歌唱。
「涙のラーメン・ブルース」（第13話）
作詞 - 奥村健一 / 作曲 - 羽深由理 / 歌 - ラーメンキング&ラーメンクイーン
「Sushi & Beyond」（第17話）
作詞 - 奥村健一 / 作曲 - 羽深由理 / 歌 - DJ Kotei & Yuri

### CD
「英国一家、日本を食べる」オリジナル・サウンドトラック
発売元：合同会社スザクミュージック、販売元：株式会社スペースシャワーネットワーク、2016年1月発売、規格品番：NGCS-1062

### 各話リスト
| 話数 | サブタイトル                                                                | 取り上げた日本料理 （素材・料理法等）                                           | 実写コーナーの紹介店                                                  | 放送日         | 放送日   |
| 話数 | サブタイトル                                                                | 取り上げた日本料理 （素材・料理法等）                                           | 実写コーナーの紹介店                                                  | NHKワールド    | NHK総合  |
| ---- | --------------------------------------------------------------------------- | ------------------------------------------------------------------------------- | --------------------------------------------------------------------- | -------------- | -------- |
| 1    | Shinjuku Omoide Yokocho 新宿・思い出横丁                                    | YAKISOBA（やきそば） YAKITORI（焼き鳥）                                         | カブト BAR ALBATROSS                                                  | 2015年 4月12日 | 4月16日  |
| 2    | Super High-Grade Tempura 最高の天ぷら                                       | TEMPURA（天ぷら）                                                               | お惣菜の店きく 天丼てんや 蕎麦処おおもり                              | 4月19日        | 4月23日  |
| 3    | The Essence of Japanese Cuisine 日本料理の神髄                              | （だしの取り方、他）                                                            | 日本橋だし場 羽村市・太陽の子保育園                                   | 4月26日        | 4月30日  |
| 4    | Sumo-Sized Food 力士サイズになる 料理                                       | CHANKO NABE （ちゃんこ鍋）                                                      | みのたにグリーンスポーツホテル・ 銀河亭、（尾上部屋）                 | 5月3日         | 5月7日   |
| 5    | The Fifth Taste 第五の味覚                                                  | UMAMI（うま味） SHIKABUSHI（鹿節）                                              | ひもの あん梅 おにぎり 浅草 宿六                                      | 5月10日        | 5月14日  |
| 6    | The Hardest Fish in the World 世界一硬い魚                                  | （かつお節）                                                                    | 沖縄料理店 本枯中華そば 魚雷                                          | 5月17日        | 5月21日  |
| 7    | The Fishmonger's Fishmonger 魚屋の魚屋                                      | （まぐろ）（クリームシチュー）                                                  | 東京都中央区築地市場・センリ軒、 仲卸 熊川、すし店                    | 5月24日        | 5月28日  |
| 8    | Real Wasabi 本物のワサビ                                                    | WASABI（ワサビ） ワサビ漬け他                                                   | 東京都奥多摩町・ 新島邸（個人宅）                                     | 5月31日        | 6月4日   |
| 9    | Kitchen Tool Paradise 道具の楽園かっぱ橋                                    | さめ皮のおろし器・和包丁 煮こごり、大根の桂むき等                               | 台東区かっぱ橋道具街 包丁店、 中央区銀座・六雁                        | 6月7日         | 6月11日  |
| 10   | Chopstick Style 箸の流儀                                                    | 箸使い                                                                          | 中央区・銀座夏野                                                      | 6月14日        | 6月18日  |
| 11   | Holy Crab! カニ、カニ、北海道                                               | MISO BUTTER CORN RAMEN（味噌バターコーンラーメン）、CRAB（カニ）                | 函館朝市内食堂                                                        | 6月21日        | 6月25日  |
| 12   | The Seaweed King in the North 北の海藻キング                                | KOMBU（昆布）                                                                   | 函館朝市・梶原昆布店 函館・スープカリー喰堂・吉田商店                 | 7月12日        | 7月16日  |
| 13   | The Ramen King ラーメンキング                                               | Ramen（ラーメン）                                                               | 無し                                                                  | 7月19日        | 7月23日  |
| 14   | Tofu, The Magic of Kyoto 京の魔法・豆腐                                     | Tofu（豆腐） 湯豆腐・揚げだし豆腐・ 白和え・味噌汁                              | 東京都・葛飾区 気合豆腐埼玉屋（移動販売）、 根本邸・濱田邸（個人宅）  | 7月26日        | 7月30日  |
| 15   | KAISEKI                                                                     | KAISEKI（懐石料理）                                                             | 京都市・老舗料亭                                                      | 8月2日         | 8月6日   |
| 16   | Japanese Sake Crisis 日本酒の危機                                           | Japanese Sake（日本酒） バーニャフレッタ・まぐろステーキ トリッパ・チョコレート |                                                                       | 8月9日         | 8月27日  |
| 17   | Sushi＆Beyond すしの源に                                                    | Sushi（すし） Narezushi（なれずし） Funazushi（ふなずし）                       | 台東区 浅草 壽司清                                                    | 8月23日        | 9月3日   |
| 18   | The World's Fastest Fast Food 世界最速のファストフード・大阪                | Takoyaki（たこ焼き） Okonomiyaki（お好み焼き） （イチジクソース）               | 大阪市浪速区やん！なんば本店 大阪府羽曳野市 ツヅミ食品株式会社        | 8月30日        | 9月17日  |
| 19   | Mad about Miso 発酵マニアがつくるミソ                                       | MISO（みそ）（豆味噌） （味噌煮込みうどん）（味噌カツ） （味噌パスタ）          | 愛知県名古屋市中村区 めん類とお食事処 朝日屋、岩田邸（個人宅）        | 9月6日         | 9月24日  |
| 20   | Michael's Delusion マイケルの妄想                                           | WAGYU（和牛） （しゃぶしゃぶ）（焼肉）                                          | 東京都品川区西五反田 焼肉しみず                                       | 9月13日        | 10月1日  |
| 21   | Samurai Shoyu-Down サムライのしょうゆ                                       | SOY SAUCE（しょうゆ） （しょうゆせんべい）（柿の種）                            | 新潟県新潟市 亀田製菓亀田工場                                         | 9月20日        | 10月15日 |
| 22   | The Secret to Long Life 長寿のヒケツ                                        | （ゴーヤチャンプルー）（イラブー汁）                                            | 沖縄県国頭郡大宜味村 ミヤギミサコ邸（個人宅）                         | 9月27日        | 10月22日 |
| 23   | The Naked Fellowship 裸のつきあい                                           | （カニ料理）（おでん）                                                          | 神奈川県横浜市神奈川区六角橋 千代田湯、かずさや                       | 10月4日        | 10月29日 |
| 24   | Eating Japan 日本を食べる                                                   | RICE（米）                                                                      | （なし）                                                              | 10月11日       | 11月5日  |
| SP   | Sushi and Beyond - An English Family Eats New Year's 英国一家、正月を食べる | RICE（米） MOCHI（餅）（雑煮） OSECHI（おせち）（和菓子）                       | 福島県郡山市大槻町 ふるかわ農園 東京都中央区銀座六雁 京都市下京区末富 | 2016年 1月3日  | 1月1日   |

- 第3話のNHK総合での放送時間は、当初は安倍晋三首相のアメリカ合衆国議会演説のため1:30-1:50放送となっていたが、延長となり2:00-2:20に再変更された。
- 第18話のNHK総合での放送は当初9月11日未明（10日深夜）の放送予定だったが、0:10-0:30（その後延長）に大雨（平成27年9月関東・東北豪雨）関連の特別警報の臨時ニュースが入った関係で休止となり、以後は1週ずつ延期。さらに第21話は当初10月8日未明（7日深夜）放送予定が、「第3次安倍改造内閣」閣僚会見（0:10-3:00）放送のため休止となったため、さらにもう1週（計2週）ずつ延期された。
- 第24話（最終回）はアニメパートを延長したため、実写パートの放送がなかった。

### 放送前特番
『英国一家が日本を食べちゃうワケ』
2015年4月5日 17:10 - 17:58にNHK総合にて放送。NHKワールドTVでも放送。アニメの前日譚として原作者のマイケル・ブースが来日の動機などを語り、ゲストとして料理界の重鎮であるジョエル・ロブション、村田吉弘を迎える。

### 正月特番
『英国一家、正月を食べる』
2016年1月1日22:00-22:49、正月スペシャル「英国一家、正月を食べる」として放送。今回は、日本食取材から帰国したマイケルらが、日本のおせち料理などの写真を見て、再び日本を訪れたい気持ちが昂るようになり、そのタイミングでトシが「正月の料理を知る前に、まずは米を知れ」との電話を受け、稲の収穫シーズンの福島県を訪れるというもので、アニメパートに加え、実写コーナーで著者のマイケル・ブース自らも出演する。

### 放送局
時刻はいずれも日本標準時 (JST)。
| 放送地域 | 放送局                | 放送期間                       | 初回放送日時                            | 再放送日時                                                             | 備考 |
| -------- | --------------------- | ------------------------------ | --------------------------------------- | ---------------------------------------------------------------------- | --- |
| 世界各地 | NHKワールドTV         | 2015年4月12日 -                | 日曜 21:10 - 21:30                      | 月曜 1:10 - 1:30（日曜 25:10 - 25:30） 同 5:10 - 5:30 同 11:30 - 11:50 | 日本国内でも、タブレットPC、スマートフォンの専用アプリや、NHKワールドTV公式サイトのライブストリーミング配信、およびケーブルテレビの一部局で視聴可能。 |
| 世界各地 | NHKワールドプレミアム | 2015年4月18日（4月17日深夜）-  | 土曜 2:00 - 2:20 （金曜 26:00 - 26:20） | なし                                                                   | |
| 日本全域 | NHK総合               | 2015年4月16日（4月15日深夜） - | 木曜 0:40 - 1:00 （水曜 24:40 - 25:00） | 放送次週火曜 16:05 - 16:25                                             | 初回放送は『ミッドナイトチャンネル』枠 リピート放送は大相撲・高校野球・国会中継などで休止になる週あり                                                 |

| NHK総合テレビジョン ミッドナイトチャンネル枠内の深夜のアニメ枠 | NHK総合テレビジョン ミッドナイトチャンネル枠内の深夜のアニメ枠 | NHK総合テレビジョン ミッドナイトチャンネル枠内の深夜のアニメ枠 |
| 前番組                                                         | 番組名                                                         | 次番組                                                         |
| -------------------------------------------------------------- | -------------------------------------------------------------- | -------------------------------------------------------------- |
| キングダム 2012年度日曜深夜 2013年度金曜深夜                   | 英国一家、日本を食べる （2015年度前期）※本作より水曜深夜       | サンダーバード ARE GO（再放送） （2015年度後期）               |